# 델타 II
델타 II는 원래 미국의 맥도넬 더글라스가 설계하고 제작한 발사체이다. ULA에서 제작했었는데, 2006년 12월 1일의 사고 이후 지금은 보잉에서 제작한다.
ULA은 현재 미국 정부에 델타 II를 판매하고 있다. 보잉은 상업용 발사를 판매하고 있다.

## 역사
미국의 모든 발사체는 우주왕복선이 등장하고 모두 퇴역했다. 그러나 1986년 챌린저 우주왕복선 폭발사고가 발생한 이후, 델타 로켓의 개발이 다시 시작되었다. 우주왕복선은 24,400 kg의 화물을 LEO에 운반할 수 있지만 사람이 탑승해야 한다. 델타 II는 6,100kg의 화물을 LEO에 운반할 수 있지만 사람이 탑승할 필요가 없다.
델타 II는 NASA의 마스 오디세이, 피닉스, 마스 패스파인더, 마스 클라이미트 오비터 등 여러 가지 화성 탐사선 발사를 포함한 125 개의 프로젝트를 성공적으로 수행했다.
델타 II는 Decatur, Harlingen, 샌디에이고, 덴버에서 제작된다.

## 비교 로켓
- 아리안 4
- GSLV
- Soyuz-U